# Nibelung-ének
A Nibelung-éneket, a középkori német udvari irodalom virágkorának egyetlen ránk maradt hősi eposzát, 1200 körül foglalták írásba. Korábban több ismert költő neve is felmerült szerzőként (például a Kürenbergié), de a szakirodalom ma már elveti e hipotéziseket, a kutatóknak még azt sem sikerült egyértelműen eldönteniük, hogy az eposz világi vagy klerikus szerző műve. A középfelnémet nyelven írott mű a középkorban igen népszerű volt, szövegét harmincnégy teljes vagy töredékes kézirat őrizte meg, melyek közül a fennmaradt utolsót Miksa császár íratta le a 16. század végén.
Babits Mihály szerint „irodalmi értéke a szenvedélyek gazdag festése, az egyszerű és erőteljes nyelv, a művészi kompozíció”, míg Szerb Antal véleménye az, hogy „fajsúly dolgában nem is lehet összehasonlítani a lovagi eposzokkal, talán csak az egy Wolfram Parsifalja közelíti meg.”

## Történelmi alapja
A Nibelung-ének alapjául szolgáló Nibelung-mondakör gyökerei a germán népvándorlás koráig nyúlnak vissza. A monda egyik lehetséges történelmi alapja a Worms székhelyű Burgundia elpusztítása 436-ban, amelyet a római Flavius Aëtius hun segédcsapatok segítségével vitt véghez. Feltételezhetően szerepet játszott Attila hun uralkodó házassága a germán fejedelmi családból származó Ildikóval (453), valamint egyes vélemények szerint a frank Meroving uralkodóházon belüli viszály Fredegunda frank királyné és I. Sigebert ausztráziai király özvegye, Brunihildis között.

## Keletkezése

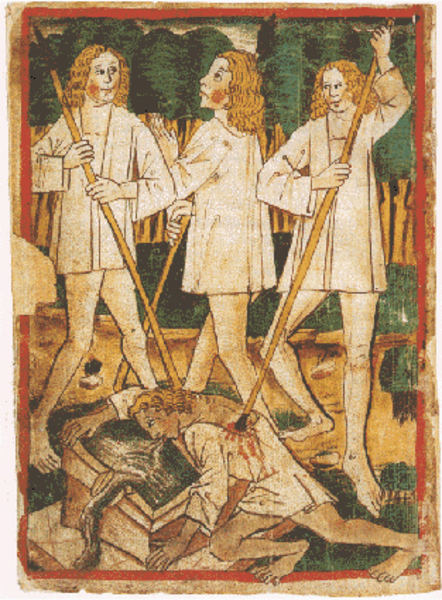
Siegfried halálának ábrázolása a K kéziratban, 1480-1490 körül

Az eposz magja az Edda-énekekben is megörökített germán mondakör, amelyet átsző a keletkezés korabeli 12–13. századi lovagvilág, a hűbériség légköre és az udvari költészet. A barbár ősi mondát a lovagi-keresztényi felfogás ugyan megszelídítette, de a két különböző világ keveredése rányomta bélyegét nemcsak az eposz tartalmára, de formájára is, amely szintén az ősi egyszerűség és az udvari költészet keveréke. A 19. században uralkodó elmélet szerint a Nibelung-ének több hősi ének összefűzése révén jött létre, ma azonban úgy tartják, hogy egyetlen szerző tudatos kompozíciója. A szerzőre vonatkozóan sem az eposz létező kéziratai, sem más történelmi dokumentumok nem adnak információt. Ennek ellenére, az idők folyamán a kutatók a stílus, az eposzbeli egyes utalások és helynévtörténeti megfontolások alapján több lehetséges szerző nevét vetették fel: a A kürenbergi lovag, Friedrich von Hausen, Konrad der Marner, Heinrich von Traunstein, Bligger von Steinnach, Rudolf von Ems, Heinrich von Ofterdingen, Sighard von Lorsch, Wirnt von Gravenberg, Wolfram von Eschenbach, Walther von der Vogelweide, Konrad von der Vogelweide, Konrad von Würzburg, Konrad von Fussesbrunnen, Konrad von Göttweig, Konrad von Russbach.
A feltételezések szerint a fennmaradt kéziratok mind másolatok, és léteznie kellett egy eredeti változatnak. A mai kutatók többségének véleménye szerint a Sankt Gallen-i B kézirat és néhány apró eltérést leszámítva a Hohenems-Müncheni A kézirat állnak legközelebb a feltételezett eredetihez, míg a Hohenems-Laßberg vagy donaueschingeni C kézirat egy módszeresen javított kiadás lehet; ezzel a véleménnyel azonban nem mindenki ért egyet.

## Szerkezete és stílusa
A Nibelung-ének két különböző eredetű részre oszlik: az első rész Szigfrid leánykérése, házassága és halála (I–XIX. ének); a második rész Attila és Krimhilda házassága és Krimhilda bosszúja (XX–XXXIX. ének); a két részt Krimhilda személye köti össze. Az eposz a különböző kéziratokban körülbelül 2400 versszakból áll (az újkori kiadásokban alapul vett B kézirat 2376 versszakot, a leghosszabb C kézirat 2442-t tartalmaz).
Formája a nibelung-strófa, vagyis négysoros, párosrímű szakaszok. Stílusára jellemző az állandó jelzők, ismétlések, a készülődő tragikus fordulatok előrevetítése, és a „homéroszi nagy lélegzetvétel”. Az eredeti pogány monda és a lovagi környezet ellentmondása tükröződik a tartalom és forma ellentmondásában: az amazontermetű és félelmetes erejű Brünhilda megnevezése „szeretetre méltó leányka”. Szerb Antal szerint a Nibelung-ének stílusára leginkább a „barátságos” jelző illik: a véres történetet a szerző a lehetőségek határain belül megszelídítette.

## Cselekménye
A mű fontosabb szereplői: Szigfrid, Krimhilda, Gunter (Krimhilda bátyja) Burgundiából, Brünhilda, Hagen (Brünhilda szolgája)
A történet elején Krimhilda álmot lát, melyben látja jövendőbelijét, de azt is, hogy szerelmük egy viszály miatt nem lehet hosszú életű. Szigfrid megszerzi kincsét, ami egy láthatatlanná tévő sapka, majd pedig legyőz egy sárkányt, aminek a vérében ha megfürdik, akkor sebezhetetlen lesz a bőre.
Szigfrid beleszeret Krimhildába, s mindenáron meg akarja kapni Gunter áldását. Gunter egyezséget köt Szigfriddel: neki adja húga kezét, ha cserébe Szigfrid segít csellel megszerezni Gunternek Brünhildát, a félelmetes erejű asszonyt. Szigfrid beleegyezik a cselbe, így a három próbán, amelyen Gunternek részt kell vennie ő is jelen van, s a láthatatlanná tevő sapkában segíti leendő sógorát. A terv beválik, Krimhilda Szigfridé lesz. Ám Brünhilda nem adja magát oly könnyen, így szerencsétlen Gunternek még a nászéjszakán is Szigfrid segítségét kell kérnie az asszony betörésében. Szigfrid segít védtelenné tenni Brünhildát, majd átengedi helyét a férjnek.
Nem sokkal később egy vasárnapi templomi szertartás előtt váratlan vitába keveredik a két asszony. Nem tudják eldönteni, hogy melyiküket illeti meg a másik előzékenysége, mellyel jelezhetnék, hogy rangban ki feljebbvaló. Krimhilda mérgében Brünhilda fejéhez vágja az igazságot az asszony legyőzéséről, s ettől az amazon iszonyatos haragra gerjed. Szolgáját, Hagent kéri meg, hogy vegyen elégtételt Szigfriden, amiért ilyen csúfosan elbánt vele. Hagen még előzőleg megtudta Guntertől, hogy akkor, mikor Szigfrid a sárkány vérében fürdött, egy falevél esett a lapockájára, így ezen a részen sebezhető maradt. A szolga ezt a titkot tudva és kihasználva végez Szigfriddel. Kincseit (közöttük a láthatatlanná tevő sipkát) a Rajnába dobja.
Krimhilda 13 évnyi gyász után újra férjhez megy, férjéül pedig Etele (Attila) hun királyt választja. Az új házasság nem szerelmet rejt, hanem bosszút, s nemsokára Krimhilda meg is hívatja a burgundokat vendégségbe. A burgundok a látogatás alkalmával összetűzésbe keverednek a hunokkal, akik haragjukban lemészárolják a pökhendi, rátarti vendégeiket. A csapatból csak Gunter és Hagen maradt életben. Krimhilda őket a király elé vezetteti. Felelősségre vonja Hagent előző férje haláláért, majd megpróbálja kicsikarni belőle Szigfrid kincseinek titkos rejtekét. Mikor látja, hogy hasztalan a vallatás, megöleti mind a kettőt. Azonban a testvérgyilkosságért Krimhildát is eléri a végzet: egy hun vitéz a mészárlás közepette őt is halálosan megsebzi.

## Újkori fogadtatása és feldolgozásai
A harmincéves háború után másfél évszázadig nem foglalkoztak az eposszal. A 18. században Johann Jakob Bodmer svájci irodalomtudós tette közzé a Nibelung-ének jelentős részét 1757-ben, az eposz teljes szövege csak 1782-ben jelent meg Christoph Heinrich Myller gondozásában, aki Nagy Frigyes porosz királynak ajánlotta. Az irodalom terén nem teljesen tájékozatlan Frigyes véleménye az volt, hogy az egész „nem ér egy töltés puskaport sem”; az eposz csak a 19. században vált a német nemzeti eszmény szimbolikus darabjává. Az ekkor már „a mi Iliaszunk”-nak illetve „a német nemzeti eposz"-nak” nevezett mű számos német irodalmi művet ihletett meg a 19. század során, a legnevezetesebb ezek közül Friedrich Hebbel feldolgozása.
A Nibelung-ének kultuszából nem maradt ki a birodalmi német politika sem: az 1893-94 telén lezajlott hadgyakorlatnak II. Vilmos császár „A német egység a Nibelungok kincse” jelszót adta, a „Nibelung-hűség” jelszót pedig Bernhard von Bülow birodalmi kancellár hirdette meg 1909-ben. A német nemzetiszocialista propaganda is jelképként használta a Nibelungokat, így például Hermann Göring az 1943. január 30-i beszédében, amelyet a Wehrmachtnak tartott, a sztálingrádi csatát a Nibelungok utolsó helytállásához hasonlította, kiemelve, hogy a Nibelung harcosok készek voltak a legfőbb áldozatra és az utolsó keserű pillanatig rendületlenül teljesítették kötelességüket. (Lásd még: Siegfried-vonal illetve Nibelung-hadművelet és Valkűr-hadművelet).

### Fordításai
A The Nibelungen Tradition című enciklopédiában található bibliográfia huszonhárom nyelvre történt fordítást sorol fel. Az első magyar fordítást, Szász Károly munkáját, 1868-ban adta ki a Kisfaludy Társaság. A mai napig ez a Nibelung-ének legtöbbször kiadott magyar fordítása. Szászt követően számos fordító próbálkozott részletek lefordításával (többek között Weöres Sándor is). Az első teljes fordítás az 1868-as változat óta Márton László munkája. Ez 2020-ban jelent meg. 

### Feldolgozásai
Miután 1782-ben megjelent a Nibelung-ének első teljes kiadása, a 18. század végén és a 19. században a német irodalomban a Nibelung-téma igen népszerűvű vált. Christian Wilhelm Kindleben 1783-ban kiadott regényét (Der gehörnte Siegfried. Ein Volksroman) 1792-ben Benedikte Naubert meséje követte (Die zwölf Ritter von Bern oder das Märchen vom Hort der Nibelungen), ezután jelentek meg Friedrich Schlegel, Ludwig Tieck, Johann Heinrich Füssli, Ludwig Uhland szintén Nibelung-ihletésű költeményei. A drámairodalomban 1808 és 1839 között, tehát egy emberöltőnyi idő alatt Friedrich de la Motte Fouqué, Ludwig Uhland, Franz Rudolph Hermann, Ferdinand Wachter, August Kopisch, Johann Wilhelm Müller, Carl Friedrich Eichhorn, August Zarnack, Ernst Raupach és Christian Wurm írtak darabot a Nibelung mondakörhöz kapcsolódóan.
A Völsunga saga, az Edda-énekek és a Thidriks saga mellett a Nibelung-ének volt Richard Wagner négy operából álló ciklusának, a Nibelung gyűrűjének egyik forrása.
A Nibelung-ének illetve a Nibelung-mondakör alapján több film és TV-film készült, ezek között a leghíresebb Fritz Lang 1924-ben készített kétrészes némafilmje: A Nibelungok: Siegfrid illetve A Nibelungok: Kriemhilda bosszúja címmel.

## Magyarul
- A Nibelung-ének. Ó-német hősköltemény; ford. Szász Károly; Ráth, Pest, 1868
- Franz Fühmann: A Nibelungok; ford. Hajnal Gábor; Gondolat, Budapest, 1975
- A Nibelung-ének. Ó-német hősköltemény; ford. Szász Károly; Attraktor, Máriabesnyő-Gödöllő, 2004
- Tótfalusi István: A Nibelung-sztori; Magvető, Budapest, 2017
- A Nibelung-ének; ford. Márton László; Pesti Kalligram, Budapest, 2020

## További irodalom
- Schröfl, Aloys. Der Urdichter des Liedes von der Nibelunge Nôt und die Lösung der Nibelungenfrage. München: J. B. Hohenestre Verlag (1920)
- Az A, B, és C kézirat modern átírása a bécsi egyetem Germanisztikai Intézetének lapján
- Varga Géza: Piligrim írnoka hunokról szóló történeteket jegyzetelgetett Géza fejedelem udvarában[halott link]
- Szász Károly: A Nibelung-ének keletkezéséről és gyanítható szerzőjéről; Eggenberger, Pest, 1868 (Értekezések a nyelv- és széptudományok köréből)
- Iványi István: A Nibelung-ének tartalma és Krimhild jellemzése; Burger Ny., Szeged, 1872
- Kallós Zsigmond: Nibelung-dal viszonya a Csaba-mondához; Martineum Ny., Szombathely, 1943 (Dunántúli Szemle könyvei)
- Magyar Adorján: A Nibelung-ének; Fáklya, Warren, 1963